# 조아니 로셰트
조아니 로셰트(프랑스어: Joannie Rochette, 1986년 1월 13일~)는 캐나다의 전 피겨스케이팅 선수다. 여자 싱글 부문 선수로, 2009년 세계 선수권 은메달, 2008, 2009 4대륙 선수권 은메달을 획득했으며, 2005년~2010년 캐나다 선수권에서 6회 연속 우승하였다. 자국에서 열린 2010년 동계 올림픽 피겨스케이팅 경기 직전에 모친상을 당했으나, 올림픽 피겨스케이팅 여자 싱글에서 총 합계 점수로 202.64를 기록하여 김연아와 아사다 마오에 이어 동메달을 획득하였다.
2014년 동계 올림픽을 통해 CBC의 해설위원으로 데뷔했다.
2015년 맥길 대학교에 입학하여 의학 공부를 시작, 2020년 의사 면허를 취득하였고 고향 퀘벡에 있는 요양병원에서 인턴 생활을 하고 있다.

## 프로필

### 기본정보
- 생년월일: 1986년 1월 13일(39세)
- 출생지: 캐나다 퀘벡주 몬트리올
- 키: 157 cm[3]
- 코치: 마논 페론 (Manon Perron), 나탈리 마틴 (Nathalie Martin)
- 안무가: 셰린 본, 로리 니콜
- 역대 코치: Josee Normand, Sebastien Britten, Nathalie Riquier
- 역대 안무가: 데이비드 윌슨, Sebastien Britten
- 취미 : 영화감상, 독서, 롤러스케이트 타기, 쇼트트랙, 스피드스케이팅
- 스케이트 훈련장: CPA Berthierville
- ISU 공인 개인 최고 기록
  - 쇼트프로그램: 71.36 (2010 동계 올림픽)
  - 프리스케이팅: 131.28 (2010 동계 올림픽)
  - 총점: 202.64 (2010 동계 올림픽)

## 주요 대회 기록

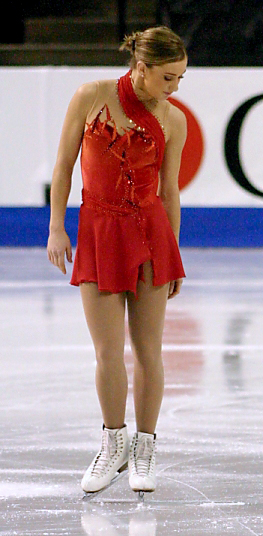
2004년 4대륙 선수권 대회 프리 스케이트 당시의 로셰트

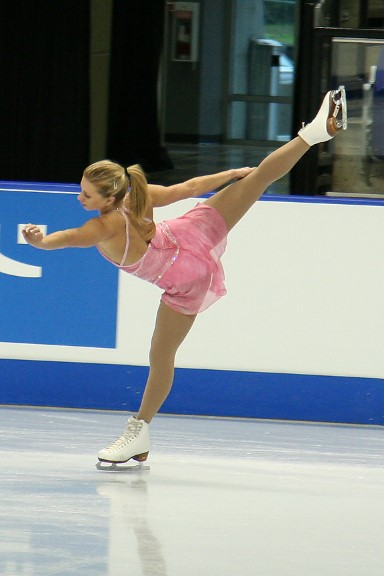
2006년 스케이트 캐나다 당시의 로셰트

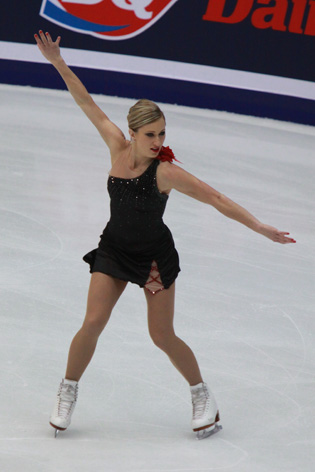
2009년 컵 오브 차이나 당시의 로셰트

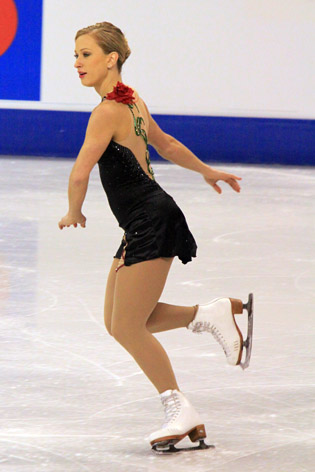
2009년 스케이트 캐나다 당시의 로셰트

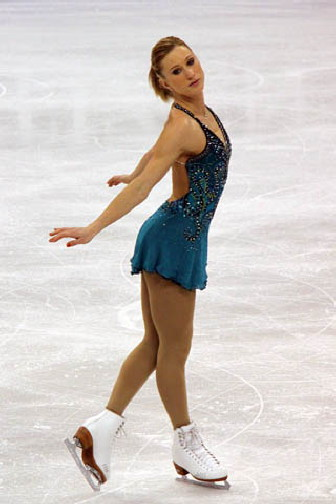
2009년 세계 선수권 대회 프리 스케이트 당시의 로셰트

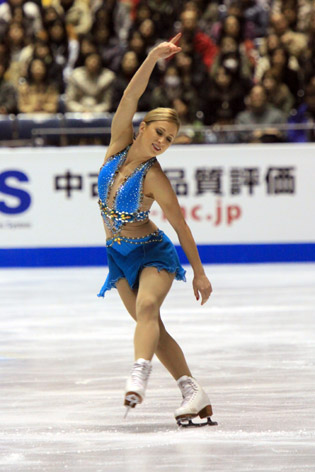
2009년 그랑프리 파이널 당시의 로셰트

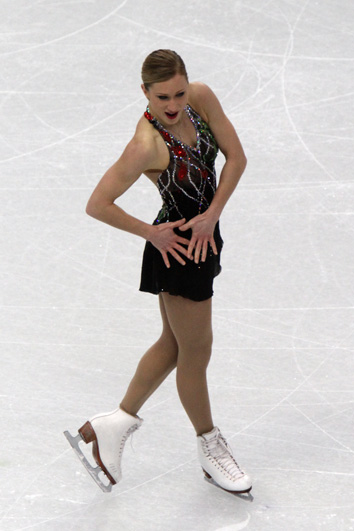
2010년 동계 올림픽 쇼트 프로그램 당시의 로셰트

### 2004년 이후
| 대회/시즌          | 2004-2005 | 2005-2006 | 2006-2007 | 2007-2008 | 2008-2009 | 2009-2010 |
| ------------------ | --------- | --------- | --------- | --------- | --------- | --------- |
| 동계 올림픽        |           | 5         |           |           |           | 3         |
| 세계선수권         | 11        | 7         | 10        | 5         | 2         |           |
| 사대륙 선수권      |           |           | 3         | 2         | 2         |           |
| 캐나다 내셔널      | 1         | 1         | 1         | 1         | 1         | 1         |
| 그랑프리 파이널    | 3         |           |           |           | 4         | 5         |
| 스케이트 캐나다    |           | 2         | 1         | 3         | 1         | 1         |
| 컵 오브 차이나     | 3         |           |           |           |           | 3         |
| 트로피 에릭 봉파르 | 1         | 4         | 4         |           | 1         |           |
| 컵 오브 러시아     |           |           |           | 3         |           |           |

### 2004년 이전
| 대회/시즌                | 1998-1999 | 1999-2000   | 2000-2001   | 2001-2002 | 2002-2003 | 2003-2004 |
| ------------------------ | --------- | ----------- | ----------- | --------- | --------- | --------- |
| 세계선수권               |           |             |             |           | 17위      | 8위       |
| 사대륙 선수권            |           |             |             | 9위       | 8위       | 4위       |
| 캐나다 내셔널            | 15th N.   | 1위(노비스) | 1위(주니어) | 3위       | 2위       | 2위       |
| 스케이트 캐나다          |           |             |             |           |           | 10위      |
| 컵 오브 러시아           |           |             |             |           |           | 4위       |
| Bofrost Cup on Ice       |           |             |             |           |           | 1위       |
| 주니어 세계선수권        |           |             | 8위         | 5위       |           |           |
| 주니어 그랑프리,이탈리아 |           |             |             | 3위       |           |           |
| 주니어 그랑프리, 폴란드  |           |             |             | 5위       |           |           |
| 주니어 그랑프리, 멕시코  |           |             | 4위         |           |           |           |
| 주니어 그랑프리, 프랑스  |           |             | 5위         |           |           |           |
| Mladost Trophy           |           | 1위(노비스) |             |           |           |           |

### 개인사
2010년 2월 21일(현지 시각), 조아니의 어머니인 테레즈 로셰트 여사가 밴쿠버에 도착했다가, 쇼트 프로그램 연기 순서 추첨식이 열리는 당일 새벽에 심장마비로 사망하였다. 그녀의 어머니는 조아니의 아버지인 노만 로셰트와 함께 그녀를 응원하기 위해 몬트리올을 출발하여 밴쿠버로 이동했었다. 모친상의 여파로 조아니는 쇼트 프로그램 순번 추첨식에 불참했으며, 쇼트 프로그램 경기에는 예정대로 참가할 것이라고 언급했다.
조아니는 여자 싱글에 나서서 동메달을 획득하며, 자국민들에게 큰 환호를 받았다.
2014년 동계 올림픽에서 피겨스케이팅 해설위원을 맡은 것 외에는 현장 지도자로 나서지 않고, 의사로 전향했다. 모친상을 당한 이후 할아버지와 숙부가 심장 발작 증세를 일으킨 것을 추가로 보면서 의사 전향을 결심했다고 한다.

## 같이 보기
- 김연아
- 안도 미키
- 아사다 마오
- 카롤리나 코스트너
- 나카노 유카리